# Orcus (mythologie)
Pour les articles homonymes, voir Orcus.

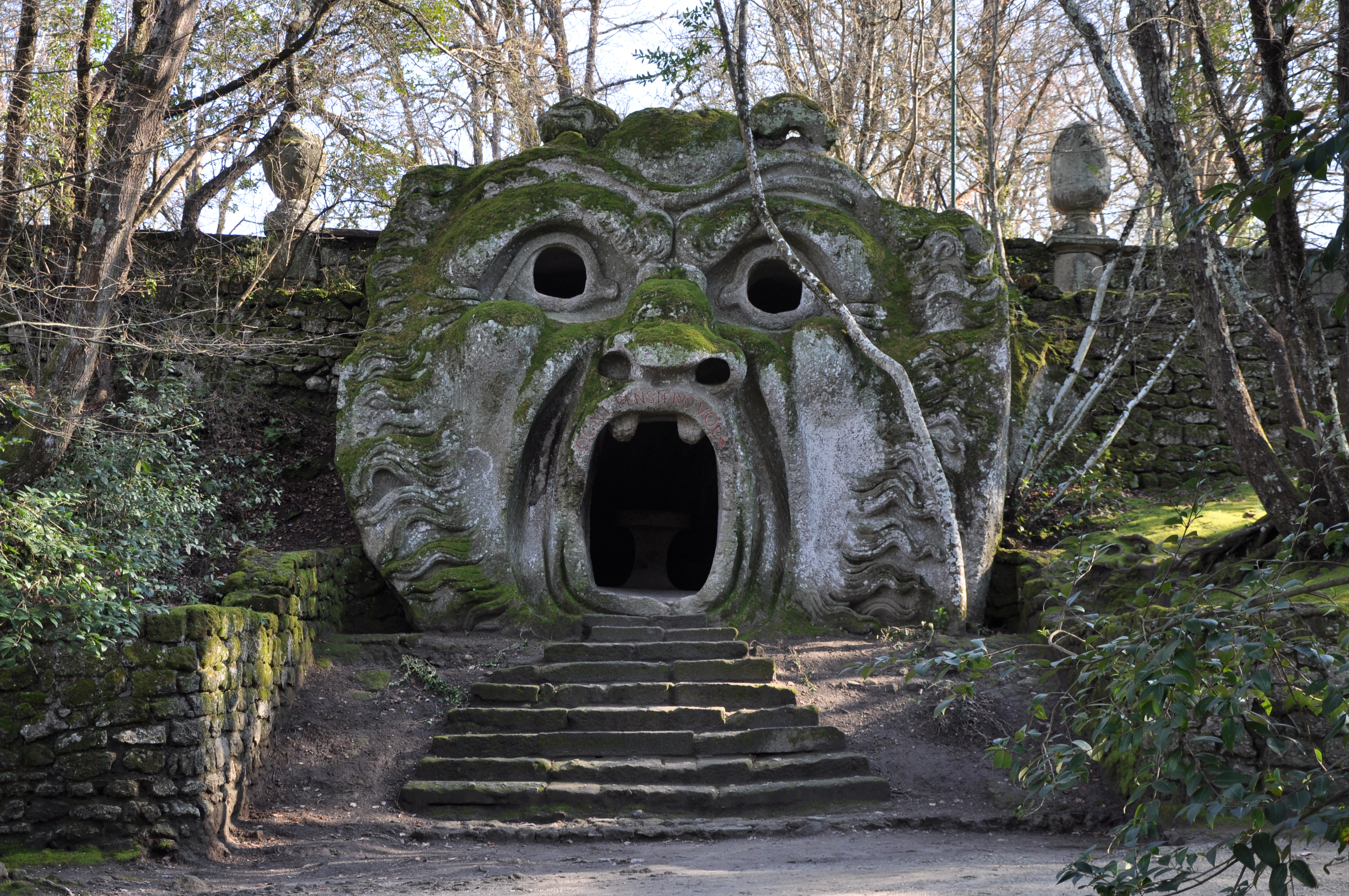
La porte d'Orcus dans les jardins de Bomarzo, Italie, XVIe siècle.

Dans la mythologie romaine, Orcus était probablement une sorte de divinité ou démon des Enfers « assez mal distingué des Enfers eux-mêmes, comme séjour des morts. »
Le vocable Orcus a parfois été assimilé à Pluton ou Dis Pater. 

## Dans la littérature
Dans son œuvre Sur la mort du moineau de Lesbie, Catulle parle d'Orcus en le comparant à Pluton : les ténèbres d'Orcus qui dévorent toutes choses.
Le Liber monstrorum, catalogue de peuples et créatures légendaires anonyme du VIIIe siècle, le mentionne dans sa présentation de Cerbère :
« Mais Cerbère est décrit comme ayant trois têtes. Et les poètes et les philosophes pensent qu'il détourne les mortels des portes de l'enfer par ses trois aboiements. Mais ils prétendent, dans un mensonge honteux, que le célèbre Hercule l'aurait tiré tremblant dans ses chaînes du trône d'Orcus, roi des enfers, et que le héros provocateur aurait provoqué la bête enragée par des aboiements fous. »

## Culture populaire
Le terme « Orcus » est utilisé ultérieurement pour référer à des démons et des monstres des Enfers, plus particulièrement en Italie où orco est un monstre de contes qui se nourrit de chair humaine. Le mot français « ogre », apparu dès le Moyen Âge, est peut-être une métathèse du orcus latin mais cette théorie étymologique n'est pas prouvée, bien que le terme « ogre » en français se traduise  orco en italien.
Un exemple précoce du orco apparaît dans l'œuvre du poète italien Ludovico Ariosto Orlando furioso, comme un monstre bestial et aveugle inspiré du cyclope de l'Odyssée. Il ne doit pas être confondu avec Orca, monstre marin apparaissant également dans l'Orlando furioso.
Dans Le Capitaine Fracasse (1863), roman de Théophile Gautier, le baron de Sigognac s'écrie : « [...] je combattrais parmi des tourbillons de flamme et de fumée des orques, des endriagues et des dragons [...] ».
L'orco inspira les Orques de l'écrivain britannique J. R. R. Tolkien, apparaissant notamment dans son roman Le Seigneur des anneaux (il fit allusion lui-même à la dérive du nom Orcus). Le terme fut ensuite beaucoup repris en fantasy.
Orcus apparaît en tant que seigneur des démons dans la trilogie Empire of the East Series de Fred Saberhagen, ainsi que dans le roman A Dirty Job de l'écrivain américain Christopher Moore.
Il est aussi source d'inspiration de jeux de rôles (Donjons et Dragons) et jeux vidéo (NetHack).
Il est mentionné dans la série TV Happy! comme un démon qui possède de génération en génération les membres d'une famille de la mafia sicilienne.
Il a donné son nom à l'objet transneptunien (90482) Orcus.

## Sites
Un temple d'Orcus a probablement existé sur le mont Palatin à Rome, mais il en reste peu de traces.
La Tomba dell'Orco (« de l'Ogre »), une tombe sous tumulus du  site des nécropoles étrusques de Monterozzi, près de Tarquinia (Italie), a été nommée en français « tombe d'Orcus ».